# ヘルシーフードピラミッド

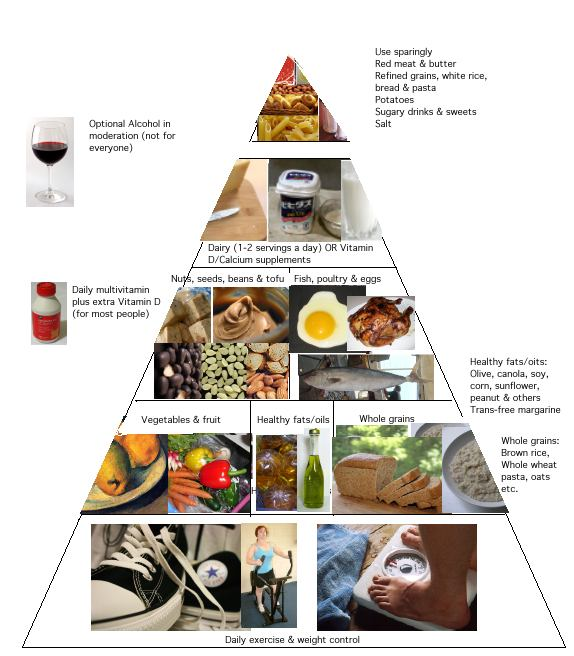
健康な食事ピラミッド（healthy eating pyramid） ハーバード大学

ヘルシーフードピラミッド (Healthy eating pyramid) とは、ハーバード大学医学部公衆衛生大学院のウォルター・ウィレット教授らが作成したイラストで示される食生活指針である。後に健康的な食事プレート (Healthy Eating Plate) となる。ウィレットは、アメリカ農務省のフードピラミッドは産業の影響が強く、人々の健康が最優先の目的となっていないとし、後に更新されたマイピラミッドは抽象的となり図を見るだけでは意味を解読することは困難となっていたが、その後マイプレートへと変わった。ハーバード大学医学部を通して疫学研究を反映した食事ガイドを作成している。

## 食品の区分
摂取を控える食品
- 赤肉やバターは控える。
- 精白された穀物、白米やパン、パスタ、ジャガイモ、砂糖の入った飲食品は控える。

摂取を推奨する食品
- 乳製品やカルシウムのサプリメント。『太らない、病気にならない、おいしいダイエット』では、世界の多くの地域で牛乳は飲まれておらず、アジア人の90%に乳糖不耐症があり、また骨折率の低下につながらず前立腺がんや卵巣がんのリスクを上げるため、サプリメントの摂取を推奨している。
- 魚や鶏肉や卵。1日0-2回。
- ナッツや豆類。1日1-3回。
- 果物。1日2-3回。
- 野菜。
- ほぼ毎食の健康的な植物油、オリーブオイルや菜種油、大豆油など。
- ほぼ毎食の全粒穀物、玄米や全粒粉のパンやパスタ、オートミール。

推奨する行為
- 毎日の運動による体重管理とカロリーの消費。